# El oro de Nápoles (película de 1954)
El oro de Nápoles (en italiano: L'oro di Napoli) es una película de 1954 italiana dirigida por Vittorio De Sica. Consta de seis episodios independientes basados en cuentos de Giuseppe Marotta, todos ellos ambientados en Nápoles, ciudad en la que De Sica pasó los primeros años de vida. El oro de Nápoles participó en el Festival de Cannes de 1955.

## Premios
Silvana Mangano y Paolo Stoppa recibieron en 1955 sendos premios Nastro d'argento a la mejor actriz protagonista y mejor actor secundario por sus papeles de Teresa y Don Peppino en los episodios «Teresa» y «Pizze a credito», respectivamente.